# Espinasse-Vozelle
Espinasse-Vozelle – miejscowość i gmina we Francji, w regionie Owernia-Rodan-Alpy, w departamencie Allier.

## Demografia
Według danych na rok 1990 gminę zamieszkiwało 736 osób, a gęstość zaludnienia wynosiła 41 osób/km². W styczniu 2015 r. Espinasse-Vozelle zamieszkiwało 948 osób, przy gęstości zaludnienia wynoszącej 52,8 osób/km².